# Mão Morta Revisitada
Mão Morta Revisitada é a primeira compilação do grupo português Mão Morta, lançado em 1995, pela editora BMG. É o álbum comemorativo do 10.º aniversário da banda e é composto essencialmente por temas regravados sendo o sexto trabalho lançamento pela banda.
Editado em 16 de Outubro de 1995. Marca o fim da relação com a editora BMG. Inclui novas gravações de vários temas do grupo. O disco tem duas faixas escondidas, não "revisitadas", referentes aos álbuns Mutantes S.21 e Vénus em Chamas. Em 26 de Outubro de 1995 atingiu o 12.º lugar do Top Nacional de Vendas.
O título faz referência ao processo que norteou a ideia do álbum: a revisitação de temas dos três primeiros discos, só existentes, à data, em vinil, e de temas da mesma época mas nunca anteriormente gravados.
Quanto aos temas "revisitados" podem encontrar-se as versões iniciais de "Oub' Lá", "E Se Depois", "Sitiados", e "Até Cair" saíram em Mão Morta (1988), de "Facas em Sangue" e "Maria, Oh Maria" em Corações Felpudos (1990) e de "Bófia", "Anarquista Duval", "Charles Manson" e "Quero Morder-te as Mãos" de O.D., Rainha do Rock & Crawl (1991).

## Faixas
1. "Sangue no Asfalto" (Adolfo Luxúria Canibal / Adolfo Luxúria Canibal, Zé dos Eclipses, Miguel Pedro, Pedro Maia)
2. "Véus Caídos" (Zé dos Eclipses / Zé dos Eclipses)
3. "Chabala" (Adolfo Luxúria Canibal / Miguel Pedro)
4. "Oub' Lá" (Adolfo Luxúria Canibal / Miguel Pedro)
5. "E Se Depois" (Zé dos Eclipses / Zé dos Eclipses, Miguel Pedro)
6. "Bófia" (Adolfo Luxúria Canibal / Zé dos Eclipses, Miguel Pedro)
7. "1.º de Novembro" (Adolfo Luxúria Canibal / Miguel Pedro)
8. "Facas em Sangue" (Adolfo Luxúria Canibal / Zé dos Eclipses)
9. "Abandonada" (Adolfo Luxúria Canibal / Miguel Pedro)
10. "Sitiados" (Adolfo Luxúria Canibal / Carlos Fortes)
11. "Até Cair" (Adolfo Luxúria Canibal / Carlos Fortes)
12. "Maria, Oh Maria" (Adolfo Luxúria Canibal / Zé dos Eclipses)
13. "Anarquista Duval" (Adolfo Luxúria Canibal / Zé dos Eclipses, Carlos Fortes)
14. "Charles Manson" (Adolfo Luxúria Canibal / Zé dos Eclipses, Carlos Fortes)
15. "Quero Morder-te as Mãos" (Adolfo Luxúria Canibal / Carlos Fortes)

Faixas escondidas (não reconstruídas):
1. "Budapeste (Sempre a Rock & Rollar)" (Adolfo Luxúria Canibal / Carlos Fortes)
2. "Velocidade Escaldante" (Adolfo Luxúria Canibal / Carlos Fortes)

## Ficha Técnica
- Adolfo Luxúria Canibal – voz
- Sapo – guitarra, programações, voz
- António Rafael – teclas, guitarra, viola 12 cordas, voz
- José Pedro Moura – baixo, programações
- Miguel Pedro – bateria, percussões, programações, baixo, guitarra, sintetizador, voz
- Zé dos Eclipses – guitarra, voz
- Ana Sacramento – voz
- Peter – voz
- Zé Luís – voz

Gravado em Agosto de 1995 por José Fortes na Casa do Rolão, Braga, e misturado em Setembro de 1995 por José Fortes na União dos Amigos de Palhais – Cadaval.
Técnica de MIDI de Bula.
Produção de José Fortes e Mão Morta.
Capa de Miguel Branco.